# سيمون نيلسن
سيمون نيلسن هو متسابق دراجات نارية دنماركي، ولد في 1 أكتوبر 1990 في Stenlille Municipality ‏ في الدنمارك.

## وصلات خارجية
- الموقع الرسمي